# Riserva naturale di Wolong
La riserva naturale nazionale di Wolong è un'area protetta situata nello Xian di Wenchuan, posta sotto la giurisdizione della prefettura autonoma tibetana e qiang di Aba, a 130 km da Chengdu, capitale della provincia del Sichuan, nella Repubblica popolare cinese.

## Storia
La riserva naturale di Wolong venne fondata nel 1963 e nel 1979 venne dichiarata riserva della biosfera. È conosciuta per il suo centro di ricerca sui panda giganti, che gestisce la riproduzione e la protezione degli stessi. Ricopre una superficie di circa 2000 km². Il sito ospita circa 300 panda giganti, metà dei quali vive libera in natura; a dimostrazione della sua importanza, basta ricordare che nel 2007 rimanevano solamente 1600 panda giganti in tutto il mondo.
Nel 2004, la riserva e vari centri di ricerca sono stati coperti da una rete di telecomunicazione senza fili che permette di sorvegliare giorno e notte l'attività dei panda. Questa tecnologia avanzata è di grande aiuto per i ricercatori (che possono così evitare di spostarsi frequentemente), garantendo una sorveglianza discreta degli animali. La riserva è stata inserita nella lista dei patrimoni dell'umanità dell'UNESCO il 12 luglio 2006.
La caccia al panda gigante, una delle specie più minacciate del mondo, è stata vietata ufficialmente in Cina nel 1962. Wolong è stata fondata nel 1963, ed è divenuta la più grande riserva di panda giganti tra le 31 di questo genere che esistono in Cina, con 200.000 ettari riservati agli animali. Essa ospitava nel 2006 154 panda giganti selvatici, vale a dire il 10% del totale.